# Mike Wallace (historien)
Pour les articles homonymes, voir Mike Wallace et Wallace.
Mike Wallace (né le 22 juillet 1942) est un historien américain. Il est spécialisé dans l'histoire de la ville de New York, ainsi que dans l'histoire et la pratique de "l'histoire publique". En 1998, il co-écrit Gotham : A History of New York City to 1898, qui remporte en 1999 le prix Pulitzer d'histoire. En 2017, il publie la suite, Greater Gotham : A History of New York City de 1898 à 1919 . Wallace est professeur émérite d'histoire au John Jay College of Criminal Justice (Université de la ville de New York) et au CUNY Graduate Center.

## Jeunesse et éducation
Wallace est né dans le Queens en 1942. La famille déménage à San Francisco en 1943 et retourne à New York en 1949. Il grandit à Fresh Meadows, Queens, Valley Stream et Great Neck.
Wallace étudie au Columbia College en 1960. Après avoir obtenu son diplôme en 1964, il reste à l'Université Columbia pour des études supérieures. Avec l'historien Richard Hofstadter comme conseiller, sa thèse examine l'émergence du système bipartite. Il travaille comme assistant de recherche de Hofstadter et, en 1968, son premier article  est accepté par l'American Historical Review.
En 1968, Wallace participe à la grève étudiante à l'Université Columbia. En 1969, lui et Hofstadter écrivent une histoire documentaire de la violence aux États-Unis ,,,,.

## Carrière
En 1970, il enseigne pendant un an au Franconia College. En 1971, Wallace accepte un poste d'enseignant au John Jay College of Criminal Justice.
Au début des années 1970, Wallace commence à travailler avec d'autres historiens de sa génération qui "élargissaient la portée de l'histoire américaine en ajoutant les voix de ceux qui étaient auparavant exclus, comme les femmes, les Noirs et la classe ouvrière". En 1973, Wallace aide à lancer, et pendant les dix années suivantes, dirige le Radical History Forum. Il participe également à la transformation du Radical Historians' Newsletter, lancé en 1973, en Radical History Review, en 1975, puis en est le coordinateur éditorial.
Au cours des années 1980, Wallace écrit des essais sur la manière dont l'histoire est présentée – ou dénaturée – au grand public, hors écoles et universités. En 1996, ces pièces sont rassemblées dans un livre intitulé Mickey Mouse History and Other Essays on American Memory .
En 1998, il co-écrit (avec Edwin G. Burrows) Gotham : A History of New York City to 1898, qui remporte en 1999 le prix Pulitzer d'histoire.
En 2000, Wallace fonde le Gotham Center for New York City History, une organisation à but non lucratif. Il fait partie du Graduate Center de l'Université de la ville de New York.
Le volume suivant, Greater Gotham: A History of New York City from 1898 to 1919, est publié le 2 octobre 2017,.

## Vie privée
Wallace est marié à l'auteure et dramaturge mexicaine Carmen Boullosa. Il s'est marié, en décembre 1969, à Nancy Greenough en mai 1973 à Elizabeth Fee , et en octobre 1987 à l'historienne et ancienne reine du Sikkim, Hope Cooke.